# Sittendorf (Kelbra)
Sittendorf ist ein Ortsteil  der Landstadt Kelbra (Kyffhäuser) im Landkreis Mansfeld-Südharz in Sachsen-Anhalt.

## Lage

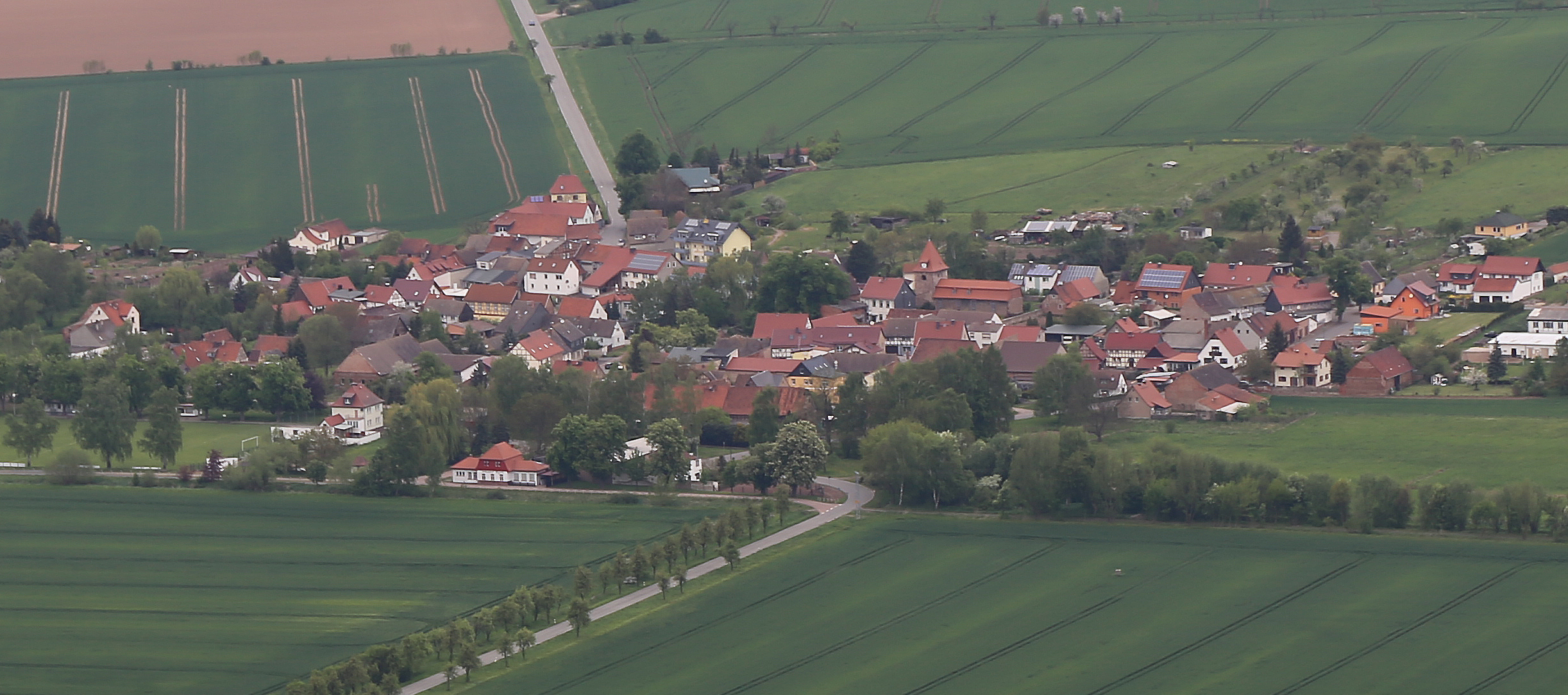
Blick vom Kyffhäuserdenkmal

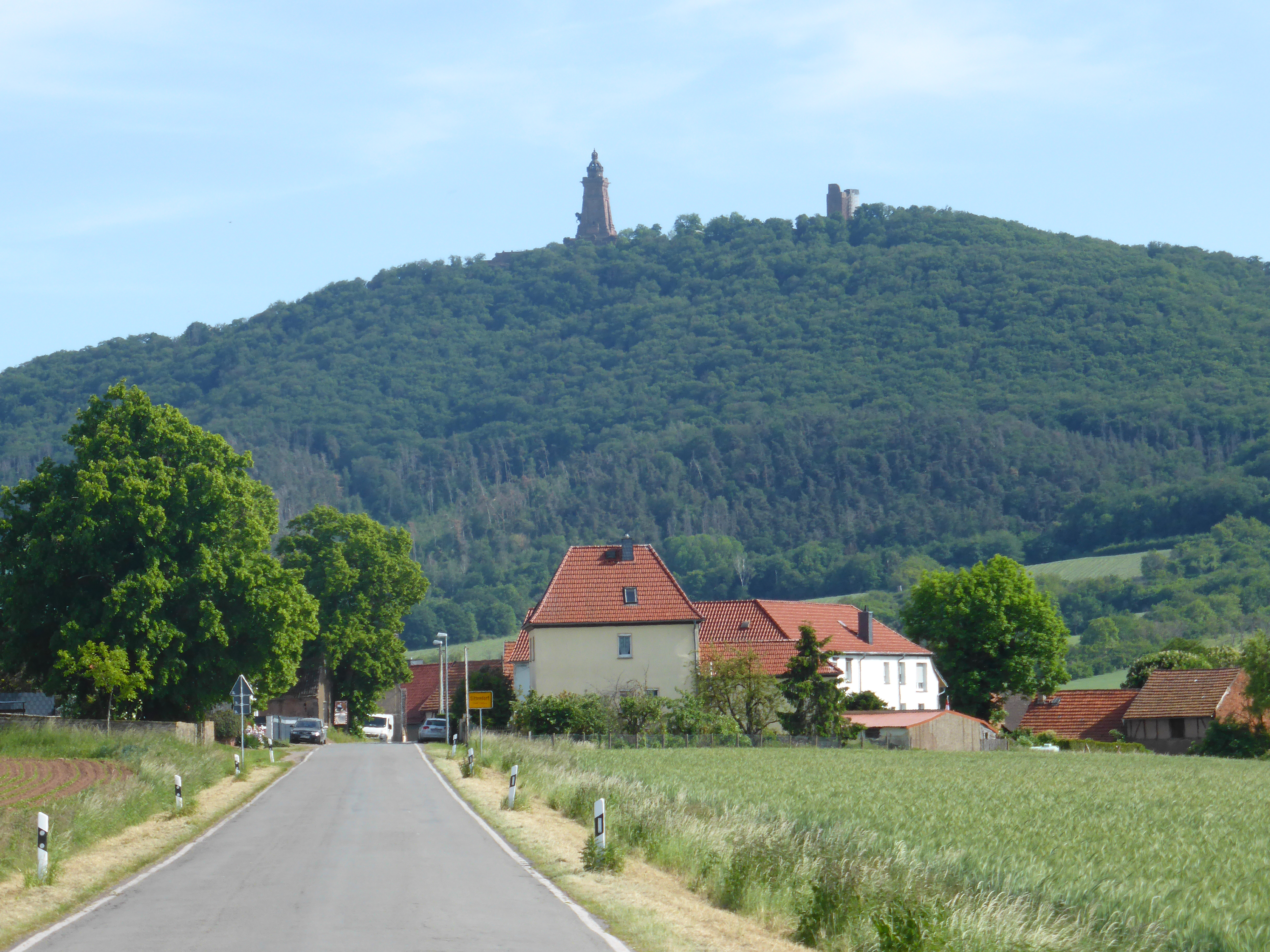
Blick auf Sittendorf und das Kyffhäuserdenkmal

Sittendorf liegt nordöstlich des Kyffhäusergebirges und östlich der Gemeinde Kelbra in der Goldenen Aue östlich von Berga (Kyffhäuser) und der Talsperre Kelbra im Tal der Helmeniederung nordwestlich des Ortes Tilleda. Die Gemarkung des Dorfes liegt auf einem fruchtbaren Auestandort.
In näherer Umgebung führen die Bahntrasse Halle-Nordhausen, die Bundesstraße 85 sowie die Bundesautobahn 38 in der Niederung entlang.

## Geschichte
Das Dorf wurde im Zeitraum 1059–1072 erstmals urkundlich genannt. Der Ort kam 1290 als Reichslehen an die Grafen von Rothenburg.
In dem landwirtschaftlich geprägten Ort gab es ab 1915 einen Haltepunkt der Kyffhäuser Kleinbahn. Der Verkehr wurde am 5. Juni 1966 eingestellt. 1974 wurde Sittendorf nach Kelbra eingemeindet.

## Söhne und Töchter des Ortsteils
- Eduard Dietrich (1860–1947), Arzt und Medizinalbeamter in Preußen